# Devizes Castle
Devizes Castle är ett slott i Storbritannien.   Det ligger i grevskapet Wiltshire och riksdelen England, i den södra delen av landet, 130 km väster om huvudstaden London. Devizes Castle ligger 135 meter över havet.
Terrängen runt Devizes Castle är platt. Runt Devizes Castle är det ganska tätbefolkat, med 80 invånare per kvadratkilometer. Närmaste större samhälle är Devizes, 0,28 km öster om Devizes Castle. Trakten runt Devizes Castle består till största delen av jordbruksmark.